# 加濟穆爾河
加濟穆爾河（羅馬化：Gazimur）是俄羅斯的河流，屬於額爾古納河的左支流，由外貝加爾邊疆區負責管轄，河道全長592公里，流域面積12,100平方公里，河水主要來自雨水，每年十一月至翌年五月結冰。